# Glanzend druivenpitje
Het glanzend druivenpitje (Leocarpus fragilis) is een slijmzwam behorend tot de familie Physaraceae. Het groeit saprotroof op kruidachtige plantendelen op naaldbomen en -struiken.

## Kenmerken

### Uiterlijke kenmerken
De vruchtlichamen groeien dicht bij elkaar in groepen. De vorm is gedrongen tot langwerpig eivormig of knotsvormig. Er zijn ook cilindrische vormen met een afgeronde top en een conische basis. Soms zijn ze aan de zijkant gedeukt. De vruchtlichamen zijn twee tot drie, soms vier millimeter hoog en 0,6 tot 1,5 millimeter breed. Ze hebben een geelbruine tot donker roodbruine kleur en een glanzend oppervlak. De steel is slap en heeft een gerimpelde, vaak afgeplatte vorm. De kleur is melkachtig wit tot licht gekleurd.
Het omhulsel (peridia) is grof en bestaat uit drie onderling verbonden lagen. De buitenste is glad en glanzend, de middelste is lichter, dikker en kalkhoudend. De binnenste laag is vliezig en bijna doorzichtig. Het is vrij broos en scheurt onregelmatig of met lobben open. 
Het plasmodium is geel.

### Microscopische kenmerken
Het capillitium vormt een driedimensionaal grof netwerk vergelijkbaar met dat van het geslacht Badhamia. Het is kalkhoudend en lijkt wit, geelachtig in doorvallend licht. Het bestaat uit buisjes die met elkaar verbonden zijn door een fijn netwerk van hyaliene en niet-kalkhoudende draden. De laatste zijn versmolten met het binnenste peridium.
De sporen lijken zwart in bulk, bruin in doorvallend licht. Ze zijn aan één kant iets lichter van kleur en bedekt met opvallende wratten. Ze zijn afgerond van vorm en hebben een diameter van (11)12 tot 14(16) micron.

## Verspreiding
Het glanzend druivenpitje is wereldwijd verspreid en komt in heel Midden-Europa voor. In Nederland is de soort vrij algemeen. De vruchtlichamen zijn te vinden van mei t/m december.